# Maurice Druon
Maurice Druon, francoski pisatelj, * 23. april 1918, Pariz, Francija, † 14. april 2009, Pariz.

## Življenje
Druon je bil nečak novinarja in pisatelja Josepha Kessla, s katerim je napisal pesem Pesem partizanov (Chant des Partisans). Pesem je uglasbila Anna Marly, med 2. svetovno vojno pa je bila himna francoskega odporniškega gibanja.
Leta 1948 je za prvi del svojega romana Velike družine (Les grandes familles) prejel Goncourtsko nagrado.
8. decembra 1966 so ga izbrali za člana Francoske akademije, kjer je na sedežu 30 nasledil Georgesa Duhamela.
Čeprav mu je njegovo učeno pisanje prineslo članstvo v akademiji, je najbolj znan po nizu sedmih zgodovinskih romanov, objavljenih v 1950-tih z naslovom Prekleti kralji (Les Rois Maudits). 
Med letoma 1973 in 1974 je bil francoski minister za kulturo v vladi Pierrea Messmerja, ter med letoma 1978 in 1981 delegat Pariza.